# Aerial Boundaries
| Recensione              | Giudizio |
| ----------------------- | -------- |
| AllMusic                |          |
| Dizionario del Pop-Rock |          |

Aerial Boundaries è il secondo album di Michael Hedges, pubblicato dalla Windham Hill Records nel 1984.

## Tracce
Tutti i brani sono composti da Michael Hedges, eccetto dove indicato

### LP
Lato A
1. Aerial Boundaries – 4:45 – Registrato al Windham Hill Farm di West Townshend, VT - Steven Miller, ingegnere delle registrazioni assistito da Tom Arrison e Nick Gutfreund
2. Bensusan – 2:30 – Registrato al Windham Hill Farm di West Townshend, VT - Steven Miller, ingegnere delle registrazioni assistito da Tom Arrison e Nick Gutfreund
3. Rickover's Dream – 5:00 – Registrato al Windham Hill Farm di West Townshend, VT - Steven Miller, ingegnere delle registrazioni assistito da Tom Arrison e Nick Gutfreund
4. Ragamuffin – 3:15 – Registrato al Windham Hill Farm di West Townshend, VT - Steven Miller, ingegnere delle registrazioni assistito da Tom Arrison e Nick Gutfreund
5. After the Gold Rush – 4:10 (Neil Young) – Registrato al Sheffield Studio di Baltimora, Maryland - Bill Mueller, ingegnere delle registrazioni

Lato B
1. Hot Type – 1:31 – Registrato al Windham Hill Farm di West Townshend, VT - Steven Miller, ingegnere delle registrazioni assistito da Tom Arrison e Nick Gutfreund
2. Spare Change – 5:45 – Registrato al Peabody Electronic Music Studio di Baltimora, Maryland - Michael Hedges, ingegnere delle registrazioni; Steven Miller, mixaggio digitale (al Peabody Electronic Music Studio)
3. Ménage À Trois – 7:10 – Registrato al Mobius Music di San Francisco, California - Oliver DiCicco, ingegnere delle registrazioni; Steven Miller, mixaggio digitale (A&M Studios, Los Angeles, California)
4. The Magic Farmer – 3:50 – Registrato al Different Fur Studio di San Francisco, California - Steven Miller ingegnere delle registrazioni

## Musicisti
- Michael Hedges – chitarra
- Mike Manring – basso fretless (brani: After the Gold Rush e Ménage À Trois)
- Mindy Rosenfeld – flauto (brano: Ménage À Trois)

Note aggiuntive
- William Ackerman, Michael Hedges e Steven Miller – produttori
- Mark Boeddeker – trasferimento digitale (Master Digital, Venice, California)
- Bernie Grundman – mastering originale (A&M Studios, Los Angeles, California)
- Richard Santangelo – foto copertina frontale album originale
- Cathye English – foto retrocopertina album originale
- Anne Ackerman Robinson – design copertina album originale [3]

## Classifica
Album
| Anno | Classifica              | Posizione raggiunta |
| ---- | ----------------------- | ------------------- |
| 1984 | Traditional Jazz Albums | 27                  |